# Condado de Casa Angulo
El condado de Casa Angulo es un título nobiliario español, creado por el rey Carlos III el 12 de enero de 1778 a favor de Casimiro José de Angulo y Pineda, maestrante de la Real de Ronda, alcaide de la fortaleza de Morón de la Frontera.
El título de conde de Casa Angulo, fue rehabilitado por el rey Alfonso XIII en 1923 a favor de María de la Encarnación Díez de Ulzurrum y Alonso, XVI marquesa de Montesclaros, III marquesa de Santa Rosa de Lima, y marquesa pontificia de Ulzurrun.

## Condes de Casa Angulo
|                                 | Titular                                           | Periodo                 |
| Creación por Carlos III         | Creación por Carlos III                           | Creación por Carlos III |
| ------------------------------- | ------------------------------------------------- | ----------------------- |
| I                               | Casimiro José de Angulo y Pineda                  | 1778 - ?                |
| Rehabilitación por Alfonso XIII |                                                   |                         |
| II                              | María de la Encarnación Díez de Ulzurrun y Alonso | 1923 - 1950             |
| III                             | Juan Pablo Ruiz de Gámiz y Díez de Ulzurrun       | 1952 -                  |
| IV                              | María Encarnación Ruiz de Gámiz y Zulueta         | 1974 -                  |
| V                               | Carmen Ruiz de Gámiz y Arrabal                    | 1995 - actual titular   |

## Historia de los Condes de Casa Angulo
- Casimiro José de Angulo y Pineda, I conde de Casa Angulo.

## Rehabilitación en 1923
- María de la Encarnación Díez de Ulzurrun y Alonso (1868-Andéraz, 22 de noviembre de 1950), II condesa de Casa Angulo, XVI marquesa de Montes Claros,  III marquesa de Santa Rosa de Lima, marquesa de Ulzurrun (título pontificio),[2]  contrajo matrimonio con Juan Pablo Ruiz de Gámiz y Zulueta.[1] Le sucedió su hijo en el condado de Casa de Angulo y su nieto en el marquesado de Montes Claros.

- Juan Pablo Ruiz de Gámiz y Díez de Ulzurrun, III conde de Casa Angulo, XVII marqués de Montes Claros. Casó con María del Rosario Zulueta y Urquizu, III condesa de Torre Antigua de Orúe.[1] Le sucedió su hija:

- María Encarnación Ruiz de Gámiz y Zulueta, IV condesa de Casa Angulo.[3] Le sucedió su sobrina.

- Carmen Ruiz de Gámiz y Arrabal, hija de Julián Ruiz de Gámiz y Zulueta, XVII marqués de Montes Claros, y María del Carmen Arrabal, V condesa de Casa Angulo.[4]